# Associação dos Amigos do Basquete de Joinville
A Associação dos Amigos do Basquete de Joinville é uma equipe de basquetebol da cidade de Joinville, Santa Catarina que disputa o Campeonato Brasileiro de Clubes.
Em julho de 2019 à AABJ Joinville vendeu a franquia para o Basquetebol do São Paulo Futebol Clube entrar na NBB.

## Títulos
- Copa Santa Catarina: 2018.

## Arena
A equipe manda seus jogos no Centreventos Cau Hansen, que é a arena da cidade, que comporta aproximadamente 4.000 pessoas. 

## Desempenho por temporadas
| Temporada | Nível | Estadual    | Pos. | Pós Temporada | TR   | PL  | Nacional    | Nacional | Nacional | Nacional | Nacional      |
| Temporada | Nível | Estadual    | Pos. | Pós Temporada | TR   | PL  |             | Pos.     | TR       | PL       | Pós Temporada |
| --------- | ----- | ----------- | ---- | ------------- | ---- | --- | ----------- | -------- | -------- | -------- | ------------- |
| 2013-2014 | 1     | Catarinense | 2º   | Semifinalista | 6-2  | 0-2 | –           | –        |          |          |               |
| 2014-2015 | 1     | Catarinense | 3º   | Primeira Fase | 4-4  | -   | –           | –        |          |          |               |
| 2015-2016 | 1     | Catarinense | 2º   | Final Four    | 7-3  | -   | –           | –        |          |          |               |
| 2016-2017 | 1     | Catarinense | 3º   | Semifinalista | 6-0  | 3-2 | 2 Liga Ouro | 3º       | 9-7      | 5-5      | Finalista     |
| 2017-18   | 1     | Catarinense | 1    | Finalista     | 12-0 | 3-1 | 1 NBB       | 13º      | 7-21     |          |               |